# دانیلا بابودیلا
دانیلا بابودیلا (انگلیسی: Daniela Bobadilla؛ زادهٔ ۴ آوریل ۱۹۹۳) یک هنرپیشه اهل کانادا است. وی از سال ۲۰۰۹ میلادی تاکنون مشغول فعالیت بوده‌است.